# 熊本市立飽田南小学校
熊本市立飽田南小学校（くまもとしりつ あきたみなみしょうがっこう）は、熊本県熊本市南区護藤町にある公立小学校。

## 沿革
- 1876年 - 護藤小学校創立
- 1941年 - 藤富国民学校に改める。
- 1947年 - 藤富村立藤富小学校に改める。
- 1955年 - 飽田村立飽田南小学校に改める。
- 1971年 - 飽田町立飽田南小学校に改める。
- 1991年 - 熊本市立飽田南小学校に改める。

## 部活動

### 運動部
- サッカー部
- バスケットボール部